# کویتشی ایشی
کویچی ایشی (به ژاپنی: 石井 浩一، تلفظ: ایشیی کوئچی؛ زادهٔ ۹ ژوئیهٔ ۱۹۶۴) که گاهی با نام کویچی ایشی (Kouichi Ishii) نیز شناخته می‌شود، یک طراح بازی ویدیویی است که بیش از هر چیز برای خلق مجموعهٔ مانا (که در ژاپن با عنوان Seiken Densetsu شناخته می‌شود) شهرت دارد.
او در سال ۱۹۸۷ به شرکت اسکوئر (که اکنون با نام اسکوئر انیکس شناخته می‌شود) پیوست، و تا سال ۲۰۰۶، کارگردانی یا تهیه‌کنندگی تمامی بازی‌های منتشرشده از این مجموعه را بر عهده داشت.
ایشیی همچنین در توسعهٔ چندین بازی از مجموعه‌های فاینال فانتزی و ساگا مشارکت داشته و خالق شخصیت‌های مشهور چوکوبو و موگل به‌شمار می‌رود.